# Potoki (gmina Kobarid)
Potoki – wieś w Słowenii, w gminie Kobarid. W 2018 roku liczyła 54 mieszkańców.